# Алунишу (Бајикулешти)
Алунишу (рум. Alunișu) насеље је у Румунији у округу Арђеш у општини Бајикулешти. Oпштина се налази на надморској висини од 500 m.

## Становништво
Према подацима из 2011. године у насељу је живело 338 становника.